# 丹恩一世
丹恩一世（Dáin I），是英國作家約翰·羅納德·瑞爾·托爾金（J.R.R. Tolkien）的史詩式奇幻小說《魔戒三部曲》中的虛構人物。
他是都靈子民的國王，統治灰色山脈（Ered Withrin），最終被一隻冰龍殺死。

## 名字
丹恩（Dáin）一名來自於現實中的北歐詩歌Voluspa。

## 總覽
丹恩一世是矮人（Dwarves）。他的父親是耐恩二世（Náin II），弟弟是波林（Borin）。他有三位兒子，分別是索爾（Thrór）、佛洛（Frór）和葛爾（Grór）。
他是都靈子民的國王，繼承了父祖在灰色山脈建立的統治。在他和他父親統治時期裡，灰色山脈因為礦藏豐富而令那裡的矮人十分富有，卻因此招惹惡龍的覬覦和攻擊。
丹恩一世生於第三紀元2440年，死於2589年，享年149歲。

## 生平
丹恩一世生於第三紀元2440年，但不知道他的出生地點在何處。他在2585年繼承了父親耐恩二世的王位，統領位於灰色山脈的矮人。
2589年，惡龍對灰色山脈的矮人開戰，丹恩一世與他的次子佛洛均被一隻冰龍（Cold-drake）殺害，結束了他四年的統治。殘餘都靈子民在他倖存的兒子和弟弟統領下逃到鐵丘陵（Iron Hills）和伊魯伯（Erebor）避難。

## 資料來源
1. 1 2 3 4 5 6 7 8  《魔戒三部曲》 2001年 聯經初版翻譯 附錄一帝王本紀及年表
2. ↑  .   [2011-10-14]. （原始内容存档于2011-10-17）.

| 前任： 耐恩二世 | 都靈子民的國王 | 繼任： 索爾 |